# Kernjak
Kernjak je priimek v Sloveniji, ki ga je po podatkih Statističnega urada Republike Slovenije na dan 1. januarja 2010 uporabljalo 12 oseb.

## Znani nosilci priimka
- Pavel Kernjak (1899—1979), skladatelj in zborovodja